# Оборона Чернігова (1919)

## Передісторія
17 листопада 1918 року за вказівкою Лєніна для наступу на Українську Державу створено «український фронт». Росія почала війну з Українською Державою.
Керівництво УНР виявилося не готовим до відсічі більшовицькій агресії. Замість організувати оборону країни, голова Директорії Володимир Винниченко й уряд УНР не полишали надії на мирне врегулювання конфлікту. Тільки на 42-й день з початку більшовицького вторгнення Уряд УНР оголосив війну більшовицькій Росії.
На початку січня 1919 року більшовицькі війська підступили до Чернігова у кількості двох полків РСЧА Богунського та Таращанського(по 2 000 і 3 000 багнетів), кінноти, двох артилерійських бригад, за підтримки добре озброєних загонів місцевих більшовиків. 10 січня 1919 року підрозділ чернігівського гарнізону у кількості близько 60 чоловік потрапив у засідку у містечку Седнів і був майже повністю знищений. Могилу загиблих відновили наприкінці 2000-х місцеві жителі.
У цей час у Чернігові перебував 5-й армійський корпус, на чолі з начальником корпусу полковником Володимиром Янченко, начальником штабу корпусу полковником Гнатом Порохівським, що складався з таких військових частин: кадрів 9-ї, після перемоги Директорії Сірожупанної дивізії, чисельність від 200 до 600 багнетів при 16 кулеметах з на чолі з начальником дивізії полковником Григорієм Грудиною, начальником штабу дивізії сотником Миколою Яновим, 25-го пішого Чернігівського полку, його чисельність нараховувала близько 70 багнетів з кулеметами, командир полковник Леонід Ясновський. 26-го Козелецького пішого полку, його чисельність нараховувала до 70 багнетів, командир полковник Степан Шеремет. 27-го пішого Ніжинського полку, його чисельність нараховувала до 70 багнетів, командир полковник Михайло Миклашевський . 20-го кінно-козачого Павлоградського полку, складався з 35 мобілізованих старшин і всього 14 козаків командир полковник Олександр Булах. 5-го панцерного дивізіону, найбільш боєздатного з усіх панцирних дивізіонів в Армії УНР, 5-ї автоколони, складалася із 40 автомобілів, 5-го інженерного полку, 5-го радіо-телеграфічного дивізіону. Тобто чисельність гарнізону налічувала від 1000 до 1500 багнетів. На посаді начальника гарнізону перебував т.в.о. командира 3-го Сірожупанного полку сотник Микола Пилипенко. Губернським комендантом Чернігівщини був полковник Бондаренко Петро Карпович.
Проте гарнізон міста не був готовий до оборони перед значно чисельно переважаючим противником, його частини не мали між собою зв’язку. Не провадилася військова розвідка на північ від міста, а в самому Чернігові зворохобила більшовицька агентура.

## Перебіг подій
Вранці 12 січня таращанці атакували Чернігів. У районі Бобровиці вони збили заставу 25-го полку і ввірвалися до міста. Організованої оборони не було, до того ж до наступаючих червоних приєдналися місцеві більшовики, а частина військ гарнізону перейшла на бік ворога. Це зокрема 5-й панцерний дивізіон, який прибув із Харкова до Чернігова, за твердженням українських мемуаристів мав на озброєнні сім бронеавтомобілів. Майже всі старшини та козаки дивізіону належали до партії Українських соціал-революціонерів (боротьбистів) і відверто симпатизували більшовикам. Під час захоплення радянськими військами Чернігова, дивізіон у повному складі перейшов на їхній бік. Всі панцерники та автомобілі з 5-ї автоколони (40 вантажівок) перейшли у розпорядження 1-ї Української дивізії Радянських військ.
До московського полону, потрапив 2-й курінь 3-го полку сірожупанників, було захоплено дві гармати і майже все військове майно 2-го полку.
Війська Чернігівського гарнізону відступили через міст за Десну.
Ось як це описував полковник Іван Ремболович:
— «30 грудня (за старим стилем) побудили мене гарматні стріли. Одягнувшись якнайшвидше, я й поручник Теремець побігли до мого шваґра, щоб довідатись, що ці стріли означають…
– Сашко, що це значить? Хто стріляє? Де більшовики? — закидав я питаннями шваґра, якого спіткав на вулиці.
– Стріляють з гармат наші, а де більшовики.. — мушкетні та кулеметні стріли зі сторони Десни точно вказували, де наступають москалі.
“В який бік іти?” — це було питання, на яке не могли б ми собі відповісти, коли б не почули на другій вулиці співи. Ми побігли туди, звідки доносились ці співи. Головною вулицею, в бік Київського шляху, в повному порядку зі співами відходила невелика частина — яких 60-70 козаків при одному кулеметі. На чолі цієї частини їхав верхи на коні її командир сотник Сергій Сидоренко. Ми пішли за цією частиною.
Біля мосту через Десну стояли дві гармати з обрубаними посторонками: видно було, що ті, що покинули гармати, не мали часу випрягати коней, хоч у цьому місці ворога ще не було. На другому боці Десни ми побачили до 3000 війська без жадної команди. Тут я спіткав одного зі своїх колишніх старшин, якому впрост чудом повелося вискочити з Городні під час бою. Цей старшина підтвердив ті відомости, які кілька днів назад переказав мій батько.
Через півгодини по нашому приході за міст прийшов ґубернський комендант Чернигівщини полковник Потап Бондаренко, що обняв був головне командування. Почалося формування частин тут же на шляху. На годину 11 рано все було більш-менш упорядковано. Полковник Бондаренко зробив нараду, і на ній було вирішено: відійти до Козельця (70 верстов від Чернігова) й переформуватися; дістати з Києва зброї та амуніції) більшість людей була без рушниць) і тоді розпочати наступ на Чернігів. О год. 12 почали відходити. Авангард становив сотник Сидоренко зі своїм відділом, в ар'єргарді йшов 20-й кінний Павлоградський полк. Біля села Красного (8 верстов від Чернигова) московська кіннота почала атакувати наш ар'єргард. Розпочався бій, який для нас скінчилася б дуже сумно, бо неозброєне військо почало панічно втікати. Ситуацію врятував підполковник-гармаш (прізвища не пам’ятаю), який надзвичайно спокійно установив свої дві гармати (більш їх не було) і почав рясним вогнем обстрілювати ворога. Москалі відступили».
Хоробро командував гарматами за спогадами командира гарматної бригади Січових стрільців Романа Дашкевича уродженець Чернігівщини полковник Дмитро Іванович Михайлів.